# Tauala athertonensis
Tauala athertonensis är en spindelart som beskrevs av Gardzinska 1996. Tauala athertonensis ingår i släktet Tauala och familjen hoppspindlar. Inga underarter finns listade i Catalogue of Life.